# Конюхов, Сергей Семёнович
Сергей Семёнович Конюхов (1921—2005) — подполковник Советской Армии, участник Великой Отечественной войны, Герой Советского Союза (1945).

## Биография
Сергей Конюхов родился 15 июня 1921 года в посёлке Павловская Слобода (ныне — Истринский район Московской области). После окончания семи классов школы работал фрезеровщиком. В 1940 году Конюхов был призван на службу в Рабоче-крестьянскую Красную армию. В 1943 году он окончил Чкаловскую военную авиационную школу пилотов. С того же года — на фронтах Великой Отечественной войны.
К февралю 1945 года лейтенант Сергей Конюхов командовал звеном 995-го штурмового авиаполка 306-й штурмовой авиадивизии 17-й воздушной армии 3-го Украинского фронта. К тому времени он совершил 103 боевых вылета на штурмовку скоплений боевой техники и живой силы противника, его важных объектов и коммуникаций, нанеся ему большие потери.
Указом Президиума Верховного Совета СССР от 29 июня 1945 года за «образцовое выполнение боевых заданий командования на фронте борьбы с немецкими захватчиками и проявленные при этом мужество и героизм» лейтенант Сергей Конюхов был удостоен высокого звания Героя Советского Союза с вручением ордена Ленина и медали «Золотая Звезда» за номером 5445.
После окончания войны Конюхов продолжил службу в Советской Армии. В 1959 году в звании подполковника он был уволен в запас. Проживал в Кременчуге, работал инструктором тренажа в Кременчугском лётном училище гражданской авиации. Умер 1 августа 2005 года, похоронен на Новогородском кладбище Кременчуга.
Был также награждён двумя орденами Красного Знамени, двумя орденами Отечественной войны 1-й степени, орденами Славы 3-й степени и Красной Звезды, рядом медалей.
В селе Павловская Слобода Истринского района Московской области в сентябре 2015 года был открыт памятник-бюст Герою, созданный скульптором Денисом Петровым.

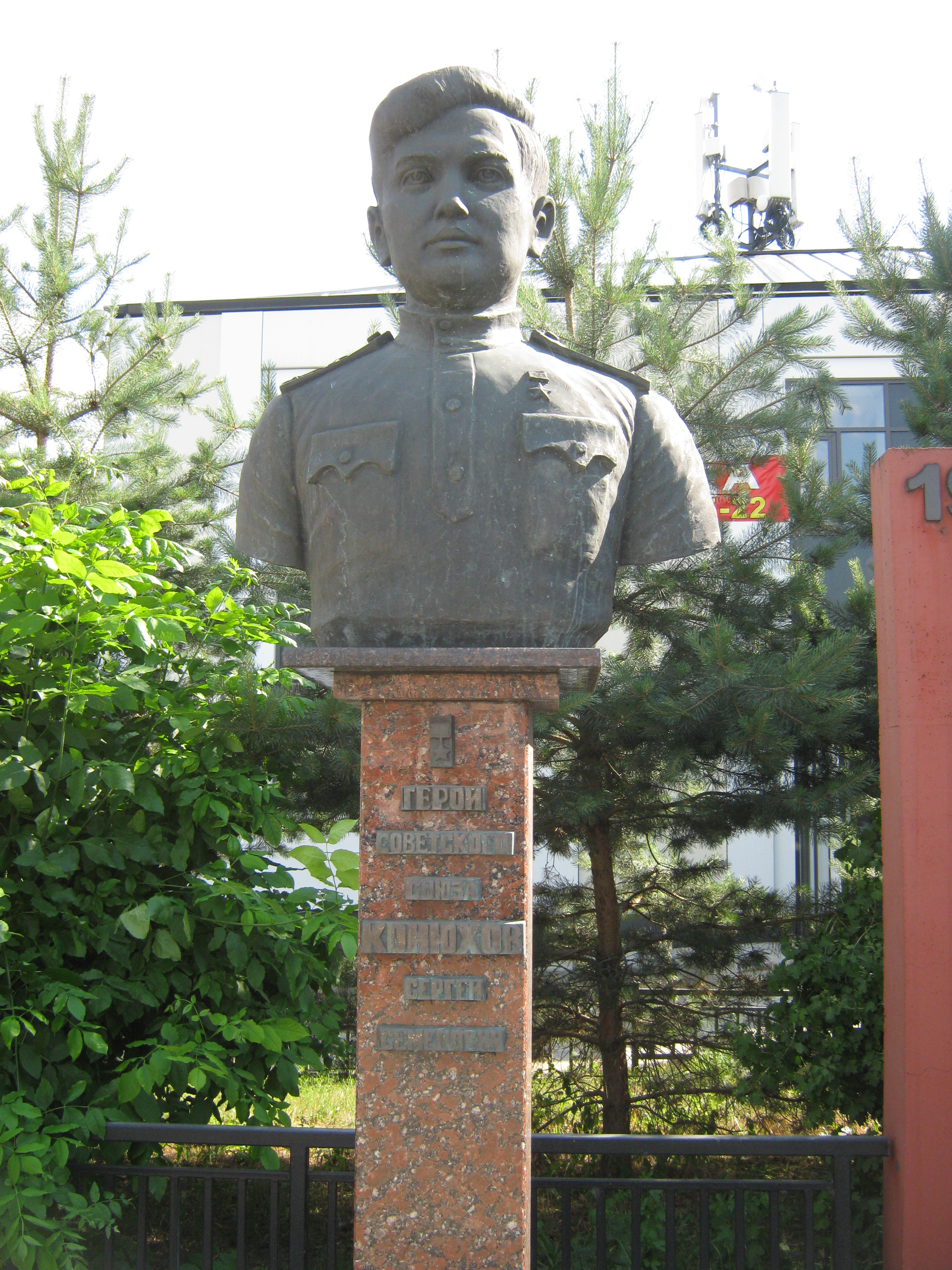
Бюст С. С. Конюхова в Павловской Слободе